# Distrito de Satna
Satna (en hindi; सतना जिला) es un distrito de la India en el estado de Madhya Pradesh. Código ISO: IN.MP.ST.
Comprende una superficie de 7 502 km².
El centro administrativo es la ciudad de Satna.

## Demografía
Según censo 2011 contaba con una población total de 2 228 619 habitantes, de los cuales 1 071 885 eran mujeres y 1 156 734 varones.

## Localidades
- Amarpatan
- Bairiha
- Bharhut
- Birsinghpur
- Chitrakoot
- Dureha
- Maihar
- Nagod
- Unchehara